# Rokkasaari (ö i Birkaland)
Rokkasaari är en ö i Finland. Den ligger i sjön Ruovesi och i kommunen Ruovesi i den ekonomiska regionen  Övre Birkalands ekonomiska region  och landskapet Birkaland, i den södra delen av landet, 200 km norr om huvudstaden Helsingfors. Öns area är 4,1 hektar och dess största längd är 370 meter i nord-sydlig riktning.